# 冠岳區

行政區劃圖

冠岳區（韩语：／ Gwanak gu）是大韓民國首都首爾特別市漢江南側的一個行政區。原本為京畿道始興市的一部分，由於首爾的迅速發展，於1973年從永登浦區分離出來獨立成區，現與瑞草區、銅雀區、九老區及衿川區為鄰，轄下共有21個洞，總人口超過50萬。

## 交通

### 鐵路
首爾交通公社
- ●首爾地鐵2號線：舍堂站 - 落星垈站 - 首爾大學站 - 奉天站 - 新林站

首爾輕電鐵
- ●首爾輕電鐵新林線：堂谷站 - 新林站 - 書院站 - 首爾大學創投城站 - 冠岳山站（首爾大學站）